# Cimetière de Wolvercote
Le cimetière de Wolvercote est un cimetière situé dans la banlieue d'Oxford, sur Banbury Road, dans le village de Wolvercote.
Il a été ouvert en 1894. Le cimetière a un certain nombre de sections religieuses, notamment Baháʼí, musulmane, juive (première section consacrée à 1894 et extension en 2000), orthodoxe, catholique et quaker. La famille des Tolkien est enterrée dans la section catholique.

## Personnalités inhumées au cimetière

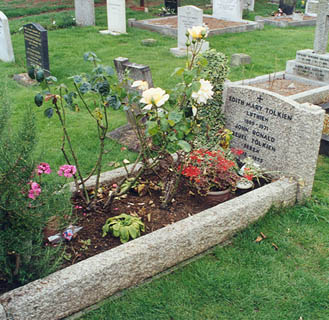
La tombe de J. R. R. Tolkien.

- Edmund John Bowen, chimiste (1898-1980)
- Thomas Chapman (en), baronnet, père de T. E. Lawrence (1846-1919)
- Louise Imogen Guiney, poète, essayiste, nouvelliste, épistolière, traductrice, éditrice américaine (1861-1920)
- H. L. A. Hart, philosophe du droit (1907-1992)
- Albert Hourani, historien (1915-1993)
- Elizabeth Jennings, poète (1926-2001)
- Eleanor Jourdain (1863-1924), principale du St Hugh's College
- Peter Laslett, historien (1915-2001)
- James Legge, sinologue (1815-1897)
- Paul Maas, philologue (1880-1964)
- James Murray, lexicographe (1837-1915)
- Dimitri Obolensky, historien (1918-2001)
- J. R. R. Tolkien, écrivain (1892-1973), sa femme Edith (1889-1971) et leur fils Christopher (1924-2020)
- Dino Toso, ingénieur automobile (1969-2008)